# Kusić, Bela Crkva
Kusić (izvirno srbsko Кусић) je naselje v Srbiji, ki upravno spada pod Občino Bela Crkva; slednja pa je del Južnobanatskega upravnega okraja.

## Demografija
V naselju živi 1063 polnoletnih prebivalcev, pri čemer je njihova povprečna starost 38,9 let (37,9 pri moških in 39,9 pri ženskah). Naselje ima 436 gospodinjstev, pri čemer je povprečno število članov na gospodinjstvo 3,12.
To naselje je, glede na rezultate popisa iz leta 2002, v glavnem srbsko, a v času zadnjih treh popisov je opazno zmanjšanje števila prebivalcev.
|  |

| Demografija | Demografija     | Demografija     |
| Leto        | Št. prebivalcev | Št. prebivalcev |
| ----------- | --------------- | --------------- |
|             |                 |                 |
|             |                 |                 |
|             |                 |                 |
|             |                 |                 |
| 1948        | 2057            |                 |
| 1953        | 2059            |                 |
| 1961        | 1912            |                 |
| 1971        | 1808            |                 |
| 1981        | 1622            |                 |
| 1991        | 1560            | 1428            |
| 2002        | 1499            | 1361            |
|             |                 |                 |

| Etnična sestava po popisu iz leta 2002 | Etnična sestava po popisu iz leta 2002 | Etnična sestava po popisu iz leta 2002 | Etnična sestava po popisu iz leta 2002 | Etnična sestava po popisu iz leta 2002 |
| -------------------------------------- | -------------------------------------- | -------------------------------------- | -------------------------------------- | -------------------------------------- |
| Srbi                                   | Srbi                                   |                                        | 1.136                                  | 83,46%                                 |
| Romi                                   | Romi                                   |                                        | 150                                    | 11,02%                                 |
| Hrvati                                 | Hrvati                                 |                                        | 9                                      | 0,66%                                  |
| Romuni                                 | Romuni                                 |                                        | 7                                      | 0,51%                                  |
| Črnogorci                              | Črnogorci                              |                                        | 5                                      | 0,36%                                  |
| Nemci                                  | Nemci                                  |                                        | 3                                      | 0,22%                                  |
| Čehi                                   | Čehi                                   |                                        | 2                                      | 0,14%                                  |
| Muslimani                              | Muslimani                              |                                        | 1                                      | 0,07%                                  |
| Madžari                                | Madžari                                |                                        | 1                                      | 0,07%                                  |
| Neznano                                | Neznano                                |                                        | 6                                      | 0,44%                                  |